# حجر نيزكي

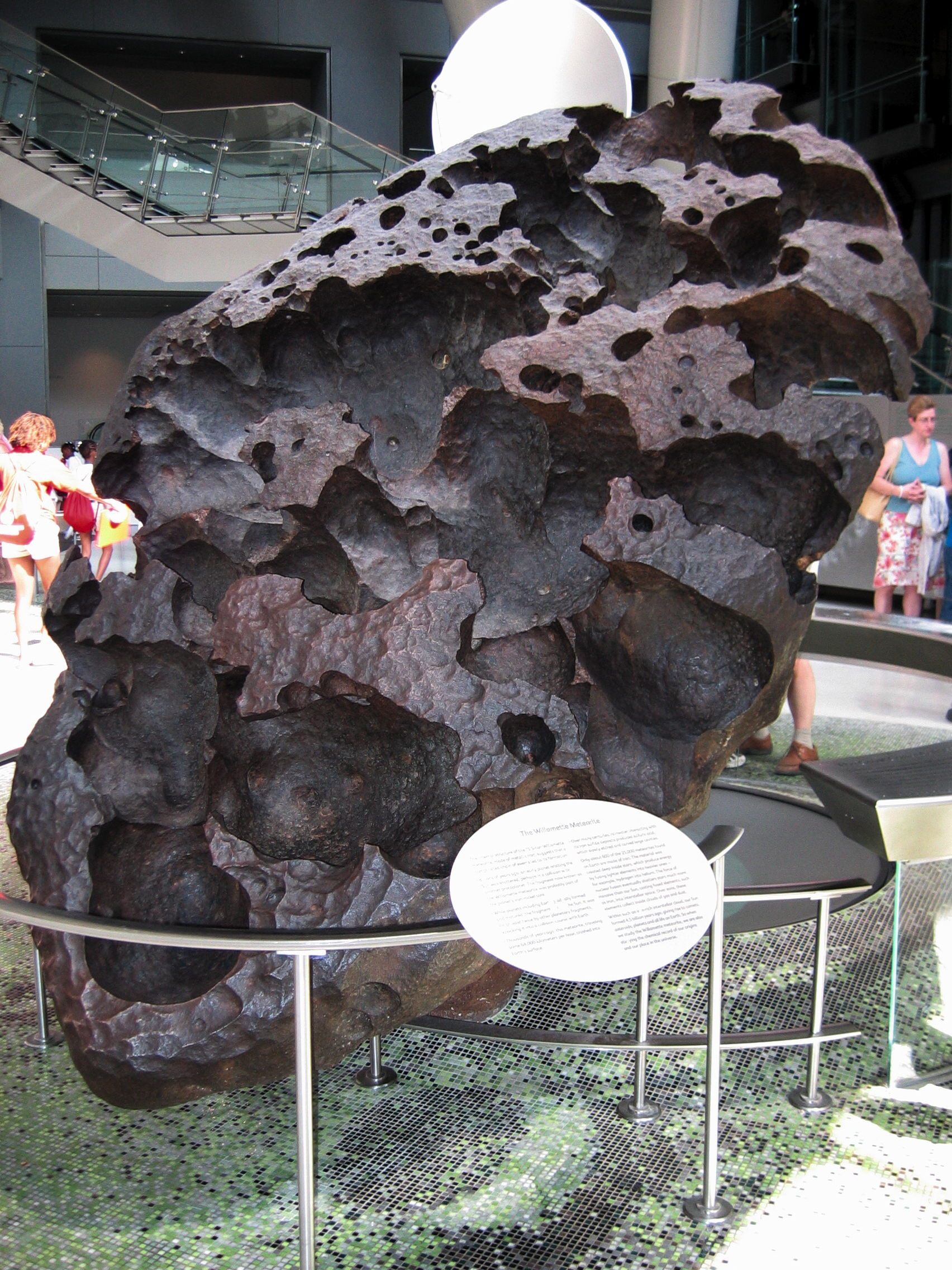
حجر ويلاميت الذي اكتشف في ولاية أوريغون بالولايات المتحدة

الرَّجْم أو الحجر النيزكي هو ما بقي من نيزك عند اصطدامه بسطح الأرض أو بسطح كوكب آخر. وتنتج حفرة عن أثر الاصطدام. ويعتقد العلماء أن الرُّجوم هي أجزاء من كويكبات أو مذنبات وعادة ما تتراوح أحجامها بين الصخور الصغيرة والأحجار الضخمة.
النيازك التي يتم استردادها بعد رصدها أثناء عبورها الغلاف الجوي أو تؤثر على الأرض تسمى النيازك السقاطة.
اعتبارا من أبريل عام 2016، شوهد حوالي 1,140 سقوط نيزكي حول العالم. وهناك أكثر من 38660 نيزك عثر علية وتم توثيقة جيدا. وتنقسم النيازك تقليديا إلى ثلاث فئات: النيازك الحجرية وهي صخور، تتألف أساسا من معادن السيليكات والنيازك الحديدية تتكون من النيكل والحديد والنيازك الحجرية الحديدية التي تحتوي على كميات كبيرة من كل من المواد المعدنية والصخرية.وتقسم نظم التصنيف الحديثة النيازك إلى مجموعات وفقا لهيكلها وتكوينها الكيميائي ونظائر العناصر الكيميائية والعدانة.وتصنف النيازك الناتجة عن تبخر النيزك أثناء عبوره الغلاف الجوي وذات احجام أصغر من 2 مم باعتبارها نيازك دقيقة.

النيازك الخارجية هي ألأجرام التي أثرت على الأجرام السماوية الأخرى، سواء مرت أم لم تمر خلال غلاف جوي. وقد عثر عليها على سطح القمر والمريخ.

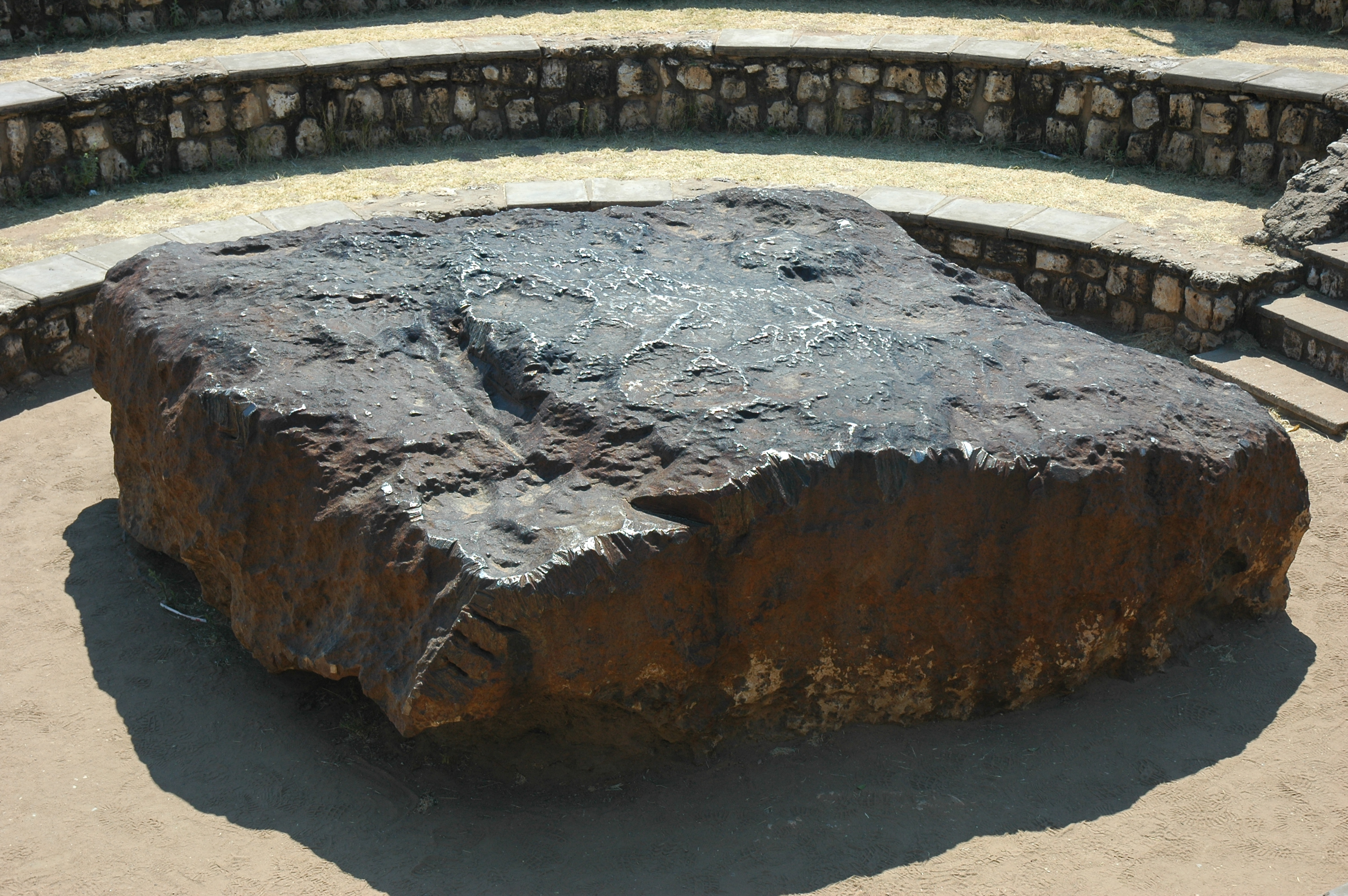
نيزك هوبا الذي يبلغ وزنه 60 طنًا وطوله 2.7 مترًا (8.9 قدمًا) في ناميبيا، هو أكبر نيزك سليم معروف.

## التسمية
تتفكك معظم النيازك عند دخول الغلاف الجوي للأرض. وعادة ما يتم رصد خمسة إلى عشرة في السنة ويتم استعادتها لاحقا وإعلام العلماء بها.
تتم تسمية الأحجار النيزكية دائما نسبة إلي الأماكن التي فيها يتم العثور عليها  وعادة ما تكون مدينة مجاورة أو ميزة جغرافية. وفي الحالات التي يعثر فيها على العديد من النيازك في مكان واحد، يمكن أن يتبع الاسم رقم أو حرف (على سبيل المثال: Allan Hills 84001 أو Dimmitt (b)). ويستخدم العلماء والمفهرسون ومعظم هواة الجمع، الاسم الذي حددته جمعية النيزكية.

## ظواهر السقوط

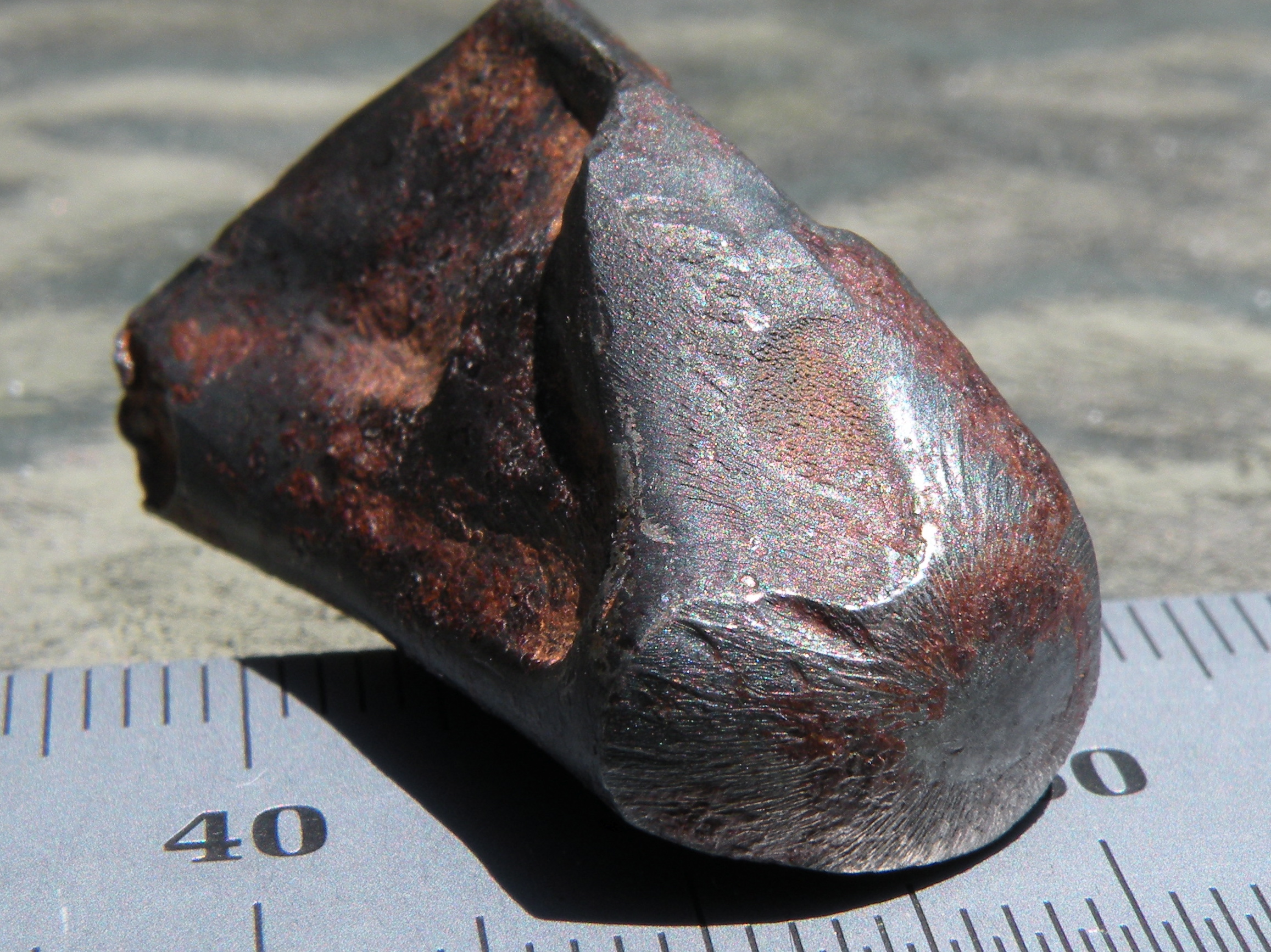
نيزك حديد NWA 859 يظهر آثار الاجتثاث (الاستئصال) في الغلاف الجوي

تتفكك معظم النيازك عند دخولها الغلاف الجوي للأرض. وبالعادة يتم ملاحظة سقوط خمسة إلى عشرة في العام ويتم استردادها لاحقًا وإعلام العلماء بها. قليل من النيازك كبيرة بما يكفي لتكوين حفر كبيرة. وبدلاً من ذلك يصلون عادةً إلى السطح بالسرعة النهائية، وعلى الأكثر ينشئون حفرة صغيرة.
قد تضرب النيازك الكبيرة الأرض بجزء كبير من سرعة هروبها (السرعة الكونية الثانية)، تاركة وراءها فوهة تصادم فائقة السرعة. ويعتمد نوع الحفرة على الحجم والتكوين ودرجة التفتت والزاوية الواردة للمصادم. إن قوة مثل هذه الاصطدامات لديها القدرة على إحداث دمار واسع النطاق. وأحداث الفوهات الفائقة السرعة الأكثر شيوعًا على الأرض تحدث بسبب النيازك الحديدية، والتي تكون أكثر قدرة على عبور الغلاف الجوي بشكل سليم. ومن الأمثلة على الفوهات التي تسببها النيازك الحديدية: فوهة نيزك بارينجر وفوهة نيزك أوديسا وفوهات وابار وفوهة وولف كريك، إذ تم العثور على النيازك الحديدية مع كل هذه الحفر. وفي المقابل حتى الأجسام الحجرية أو الجليدية الكبيرة نسبيًا مثل المذنبات الصغيرة أو الكويكبات والتي يصل وزنها إلى ملايين الأطنان، تتعطل في الغلاف الجوي ولا تحدث فوهات تصادمية. وعلى الرغم من أن أحداث الاضطراب هذه غير شائعة، إلا أنها يمكن أن تسبب حدوث ارتجاج كبير؛ ومن المحتمل أن يكون حدث انفجار تونغوسكا الشهير ناتجًا عن مثل هذا الحادث. ويمكن للأجسام الحجرية الكبيرة جدًا، التي يبلغ قطرها مئات الأمتار أو أكثر، والتي تزن عشرات الملايين من الأطنان أو أكثر، أن تصل إلى السطح وتسبب حفرًا كبيرة ولكنها نادرة جدًا. ولكن عادة ما تكون مثل هذه الأحداث نشطة للغاية بحيث يتم تدمير المصادم بالكامل، دون ترك أي نيازك. (تم الإبلاغ عن أول مثال على نيزك صخري تم العثور عليه بالاقتران مع فوهة صدمية كبيرة هي فوهة موروكينج في جنوب إفريقيا، في مايو 2006.)

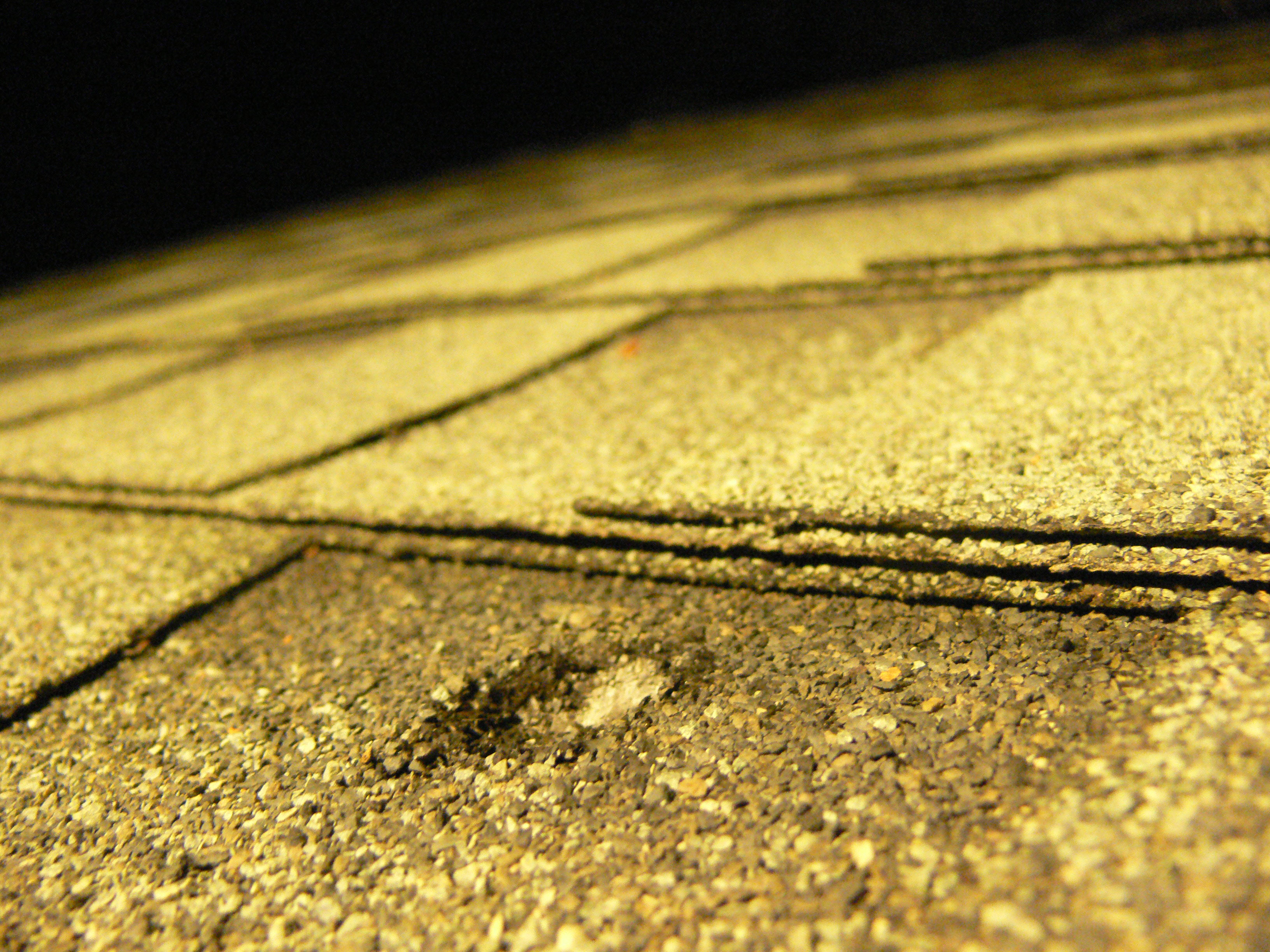
الحفرة التي أحدثها نيزك نوفاتو زنة 61.9 جرامًا وذلك عندما اصطدم بسقف منزل في 17 أكتوبر 2012.

وقد تم توثيق العديد من الظواهر جيدًا أثناء سقوط النيزك المشاهد، والذي يكون أصغر من أن ينتج عنه حفر فائقة السرعة. ويمكن أن تبدو كرة النار التي تحدث أثناء مرور النيزك عبر الغلاف الجوي ساطعة للغاية، وتنافس الشمس في شدتها، على الرغم من أن معظمها يكون أكثر قتامة وقد لا يتم ملاحظته خلال النهار. وتم الإبلاغ عن ألوان مختلفة، بما في ذلك الأصفر والأخضر والأحمر. كما يمكن أن تحدث ومضات وانفجارات من الضوء عندما يتكسر الجسم. وغالبًا ما تُسمع أصوات الانفجارات والتفجيرات والصدمات أثناء سقوط النيزك، والذي يمكن أن يكون ناتجًا عن دوي اختراق حاجز الصوت وكذلك موجات الصدمة الناتجة عن أحداث التشرذم والتهشم الكبرى. إذ يمكن سماع هذه الأصوات في مناطق واسعة يبلغ نصف قطرها مائة كيلومتر أو أكثر. وأحيانًا تُسمع أصوات صفير وهسهسة ولكنها تكون غير مفهومة جيدًا. فبعد مرور كرة النار، ليس من غير المعتاد أن يبقى أثر الغبار في الغلاف الجوي لعدة دقائق.
وعندما يتم تسخين النيازك أثناء دخول الغلاف الجوي، تذوب أسطحها وتختبر الاستئصال. إذ يمكن نحتها في أشكال مختلفة خلال هذه العملية، مما يؤدي في بعض الأحيان إلى مسافات بادئة ضحلة تشبه بصمات الإبهام على أسطحها تسمى ريماجليبت (regmaglypt). وإذا حافظ النيزك على اتجاه ثابت لبعض الوقت دون أن ينهار، فقد يتطور إلى شكل مخروطي الشكل «مخروطي الأنف» أو شكل «درع حراري». وعندما تتباطأ تتصلب الطبقة السطحية المنصهرة في نهاية المطاف لتصبح قشرة انصهار رقيقة، والتي تكون سوداء في معظم النيازك (ففي بعض الأكوندريت قد تكون قشرة الانصهار ذات لون فاتح جدًا). أما في النيازك الصخرية، فيكون عمق المنطقة المتأثرة بالحرارة بضعة مم على الأكثر. وفي النيازك الحديدية التي تكون موصلة أكثر للحرارة، قد يتأثر هيكل المعدن بالحرارة التي تصل إلى 1 سم (0.39 بوصة) تحت السطح. وتختلف التقارير فبحسب ما ورد كانت بعض النيازك «تحترق بشدة عند لمسها» عند الهبوط، بينما يُزعم أن البعض الآخر كان باردًا بدرجة كافية لتكثيف المياه وتشكيل صقيع.
النيازك التي تتعرض لاضطراب في الغلاف الجوي قد تسقط على شكل زخات نيزكية، والتي يمكن أن تتراوح من عدد قليل إلى آلاف الأفراد المنفصلين. وتُعرف المنطقة التي يسقط عليها المطر النيزكي بحقلها المتناثر. فالحقول المتناثرة عادة ما تكون بيضاوية الشكل، مع المحور الرئيسي موازٍ لاتجاه الرحلة. وفي معظم الحالات تم العثور على أكبر النيازك من الوابل المتساقط من السماء في المكان الأبعد نطاقًا في الحقل المتناثر.

## أنواع الحجر النيزكي
معظم النيازك هي نيازك حجرية، وتصنف ككوندريت ولا كوندرية. وحوالي 6٪ من النيازك هي نيازك حديدية أو مزيج من الصخور والمعادن. والبالاسيت هو التصنيف الحديث للنيازك الصخرية الحديدية المعقدة. ورقة مراجعة Krot et al. كروت وآخرون (2007) يلخص التصنيف النيزكي الحديث.
وحوالي 86٪ من النيازك التي تقع على الأرض هي نيازك كوندريت  والتي سميت بناءً على الجزيئات الصغيرة المستديرة التي تحتويها. تتكون هذه الجسيمات أو الغضروف في الغالب من معادن السيليكات التي يبدو أنها ذابت عندما كانت كائنات حرة الطفو في الفضاء. إذ تحتوي أنواع معينة من الكوندريت أيضًا على كميات صغيرة من المواد العضوية، بما في ذلك الأحماض الأمينية وحبوب ما قبل الشمسية. ويبلغ عمر الكوندريت عادةً حوالي 4.55 مليار سنة، ويُعتقد أنها تمثل مادة من حزام الكويكبات التي لم تلتحم أبدًا في أجسام كبيرة. وتعتبر الكويكبات الغضروفية مثل المذنبات، من أقدم المواد وأكثرها بدائية في النظام الشمسي. وغالبًا ما يُنظر إلى الكوندريتات على أنها «لبنات بناء الكواكب».
حوالي 8 ٪ من النيازك عبارة عن أكوندريت (achondrites) بمعنى أنها لا تحتوي على غضروفات، وبعضها يشبه الصخور النارية الأرضية. ومعظم الآكوندريت هي أيضًا صخور قديمة، ويُعتقد أنها تمثل مادة قشرية من كواكب صغيرة متباينة. وربما نشأت عائلة واحدة كبيرة من الاكوندريتس (نيازك HED) في الجسم الأم لعائلة فيستا، على الرغم من أن هذا الادعاء محل نزاع. أما البعض الآخر فمشتق من كويكبات مجهولة الهوية. وهناك مجموعتان صغيرتان من الاكوندريتات مميزتان، لأنهما أصغر سناً ولا يبدو أنهما تأتيان من حزام الكويكبات. وتأتي إحدى هذه المجموعات من القمر، وتتضمن صخورًا مشابهة لتلك التي أعيدت إلى الأرض بواسطة برامج أبولو ولونا. ومن شبه المؤكد أن المجموعة الأخرى من المريخ وتشكل المواد الوحيدة من الكواكب الأخرى التي استعادها البشر.
حوالي 5 ٪ من النيازك التي شوهدت تتساقط هي نيازك حديدية تتكون من سبائك الحديد والنيكل، مثل كاماسيت و/أو تاينيت. كما يُعتقد أن معظم النيازك الحديدية تأتي من نوى الكواكب الصغيرة التي كانت منصهرة ذات يوم. وكما هو الحال مع الأرض ينفصل المعدن الأكثر كثافة عن مادة السيليكات، ويغرق باتجاه مركز الكوكب ويشكل جوهره. فبعد أن تصلبت الكواكب، انهارت في تصادم مع كواكب أخرى. وبسبب قلة وفرة النيازك الحديدية في مناطق التجميع مثل القارة القطبية الجنوبية، حيث يمكن استعادة معظم المواد النيزكية التي سقطت، فمن الممكن أن تكون نسبة سقوط النيزك الحديدي أقل من 5٪. ويمكن تفسير ذلك من خلال تحيز الاسترداد؛ فمن المرجح أن يلاحظ الناس العاديون ويستعيدوا كتل معدنية صلبة أكثر من معظم أنواع النيازك الأخرى. تبلغ وفرة النيازك الحديدية من إجمالي اكتشافات القطب الجنوبي نسبة 0.4٪.
وتشكل النيازك الحجرية-الحديدية النسبة المتبقية 1 ٪. وهي مزيج من معدن الحديد والنيكل ومعادن السيليكات. كما يُعتقد أن نوعًا واحدًا يسمى البلاسيت، قد نشأ في المنطقة الحدودية فوق المناطق الأساسية حيث نشأت النيازك الحديدية. والنوع الرئيسي الآخر من النيازك الحجرية الحديدية هو الميسوسيديريتس (mesosiderites).
لا تعتبر التكتيتات (من اليونانية تكتوس بمعنى منصهرة) نيازكًا بحد ذاتها، ولكنها بالأحرى أجسام زجاجية طبيعية يصل حجمها إلى بضعة سنتيمترات تشكلت - وفقًا لمعظم العلماء - من آثار النيازك الكبيرة على سطح الأرض. وقد فضل عدد قليل من الباحثين التكتايت التي تنشأ من القمر على اعتبار أنها مقذوفات بركانية، لكن هذه النظرية فقدت الكثير من دعمها خلال العقود القليلة الماضية.

## كيمياء النيزك
في مارس 2015 أفاد علماء ناسا أن المركبات العضوية المعقدة الموجودة في الحمض النووي والحمض النووي الريبي، بما في ذلك اليوراسيل والسيتوزين والثايمين، قد تشكلت في المختبر في ظروف الفضاء الخارجي باستخدام مواد كيميائية ابتدائية، مثل بيريميدين التي وُجدت في النيازك. وقال العلماء إن البيريميدين والهيدروكربونات العطرية متعددة الحلقات (PAHs) ربما تكونت في عمالقة حمراء أو في سحب الغاز والغبار بين النجوم.
ففي يناير 2018 وجد الباحثون أن النيازك التي يبلغ عمرها 4.5 مليار عام ووجدت على الأرض، تحتوي على مياه سائلة إلى جانب مواد عضوية معقدة من البريبايوتك والتي قد تكون مكونات للحياة.
وفي نوفمبر 2019 أبلغ العلماء عن اكتشاف جزيئات السكر في النيازك لأول مرة، بما في ذلك الريبوز مما يشير إلى أن العمليات الكيميائية على الكويكبات يمكن أن تنتج بعض المركبات العضوية الأساسية للحياة، مما يدعم فكرة عالَم الحمض النووي الريبي السلف القائم على الحمض النووي أصل الحياة على الأرض.

## استعادة النيزك

### السقوط
يتم استرداد معظم حالات سقوط النيازك على أساس روايات شهود العيان عن كرة النار أو تأثير الجسم على الأرض أو كليهما. ولذلك على الرغم من حقيقة أن النيازك تسقط باحتمالية متساوية تقريبًا في كل مكان على الأرض، يميل السقوط النيزكي الذي تم التحقق منه إلى التركيز في المناطق ذات الكثافة السكانية العالية مثل أوروبا واليابان وشمال الهند.

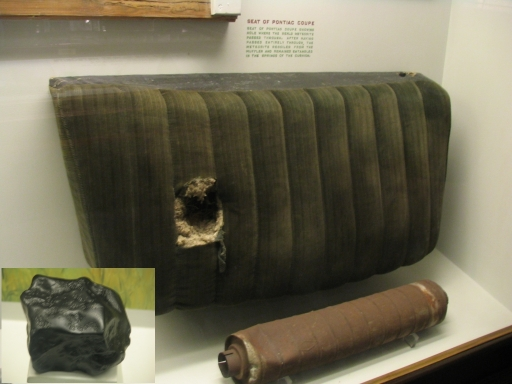
مقعد السيارة وكاتم الصوت أصابهما نيزك بينلد في عام 1938، مع النيزك الداخلي. سقوط ملحوظ.

كما لوحظ عدد قليل من السقوط النيزكي بالكاميرات الآلية وتم استردادها بعد حساب نقطة التأثير. وكان أولها نيزك بيبرام (Přibram)، الذي سقط في تشيكوسلوفاكيا (الآن جمهورية التشيك) في عام 1959. ففي هذه الحالة تم استخدام كاميرتين لتصوير الشهب لالتقاط صور للكرة النارية. وتم استخدام الصور لتحديد موقع الحجارة على الأرض، والأهم من ذلك لحساب مدار دقيق لأول مرة لنيزك تم استعادته.
بعد سقوط بريبرام، أنشأت دول أخرى برامج مراقبة آلية تهدف إلى دراسة النيازك المتساقطة. وكانت إحدى هذه البرامج هي شبكة برايري، والتي يديرها مرصد سميثسونيان للفيزياء الفلكية من عام 1963 إلى عام 1975 في وسط غرب الولايات المتحدة. وكما لاحظ هذا البرنامج أيضًا سقوط نيزك كوندريت المدينة المفقودة، مما سمح باستعادته وحساب مداره. وهناك برنامج آخر في كندا وهو مشروع رصد النيزك والانتعاش، الذي استمر من 1971 إلى 1985. ولقد استعاد أيضًا نيزكًا واحدًا هو إنيسفري (Innisfree)، وذلك في عام 1977. أخيرًا أدت الملاحظات التي أجرتها شبكة الكرة النارية (Fireball Network) الأوروبية، المنحدرة من البرنامج التشيكي الأصلي الذي استعاد بريبرام، إلى اكتشاف وحسابات مدار نيزك نويشفانشتاين في عام 2002. وتمتلك ناسا نظامًا آليًا يكتشف الشهب ويحسب المدار والحجم والمسار الأرضي وغيرها من المعاملات فوق جنوب شرق الولايات المتحدة الأمريكية، والذي غالبًا ما يكتشف عددًا من الأحداث كل ليلة.

### اكتشاف
حتى القرن العشرين تم اكتشاف بضع مئات فقط من اكتشافات النيزك. وكان أكثر من 80٪ منها عبارة عن نيازك حديدية وحجرية يمكن تمييزها بسهولة عن الصخور المحلية. وحتى يومنا هذا يتم الإبلاغ عن عدد قليل من النيازك الصخرية كل عام والتي يمكن اعتبارها اكتشافات «عرضية». وقد بدأ سبب وجود أكثر من 30000 اكتشاف نيزكي في مجموعات العالم باكتشاف هارفي هارلو نينجر أن النيازك أكثر شيوعًا على سطح الأرض مما كان يعتقد سابقًا.

#### السهول الكبرى للولايات المتحدة
كانت إستراتيجية نينجر هي البحث عن النيازك في السهول الكبرى بالولايات المتحدة، حيث كانت الأرض مزروعة إلى حد كبير وكانت التربة تحتوي على القليل من الصخور. بين أواخر عشرينيات وخمسينيات القرن الماضي سافر عبر المنطقة؛ لتثقيف السكان المحليين حول شكل النيازك وماذا يفعلون إذا اعتقدوا أنهم عثروا على واحدة، على سبيل المثال في سياق تطهير حقل. وكانت النتيجة اكتشاف أكثر من 200 نيزك جديد، معظمها من الأنواع الحجرية.

#### القارة القطبية الجنوبية
تم العثور على عدد قليل من النيازك في أنتاركتيكا بين عامي 1912 و1964.

#### أستراليا
في نفس الوقت تقريبًا الذي تم فيه اكتشاف تركيزات النيزك في الصحراء الباردة في أنتاركتيكا، اكتشف هواة جمع الأحجار أنه يمكن أيضًا العثور على العديد من النيازك في الصحاري الساخنة في أستراليا. وقد تم بالفعل العثور على عشرات النيازك في منطقة نولاربور في غرب وجنوب أستراليا.

#### الصحراء
في 1986-1987 قام فريق ألماني بتركيب شبكة من المحطات الزلزالية، وأثناء التنقيب عن النفط قام باكتشاف حوالي 65 نيزكًا على سهل صحراوي منبسط على بعد حوالي 100 كيلومتر (62 ميل) جنوب شرق الدرج في ليبيا.

#### شمال غرب افريقيا
ظهرت أسواق النيزك في أواخر التسعينيات خاصة في المغرب. وكانت هذه التجارة مدفوعة بالتجارة الغربية وعدد متزايد من هواة الجمع. وقد تم توفير النيازك من قبل البدو والسكان المحليين الذين قاموا بتمشيط الصحارى بحثًا عن عينات لبيعها.

#### شبه الجزيرة العربية
في عام 1999 اكتشف صيادو النيازك أن الصحراء في جنوب ووسط عمان كانت أيضًا مواتية لجمع العديد من العينات. وأسفرت السهول الحصوية في منطقتي ظفار والوسطى في عمان، الموجودتين جنوب الصحاري الرملية في الربع الخالي، عن حوالي 5000 نيزك حتى منتصف عام 2009.

#### الجنوب الغربي الأمريكي
ابتداءً من منتصف الستينيات بدأ صيادو النيازك الهواة يجوبون المناطق القاحلة في جنوب غرب الولايات المتحدة.

## تجوية النيزك
يعود تاريخ معظم النيازك إلى أقدم العصور في النظام الشمسي وهي إلى حد بعيد أقدم مادة متوفرة على هذا الكوكب. وعلى الرغم من تقدمهم في السن، فهم معرضون إلى حد ما للبيئة الكونية الأرضية: إذ يهاجم الماء والملح والأكسجين النيازك بمجرد وصولها إلى الأرض.
يسمى التغيير الأرضي للنيازك بالتجوية. ومن أجل تحديد درجة التغيير التي مر بها النيزك، تم تطبيق العديد من مؤشرات التجوية النوعية على عينات أنتاركتيكا والصحراوية.
يتراوح مقياس التجوية الأكثر شهرة المستخدم للكوندريت العادي، من W0 (الحالة الأصلية) إلى W6 (تغيير شديد).

## النيازك الأحفورية
يكتشف الجيولوجيون أحيانًا النيازك «الأحفورية». وهي تمثل بقايا النيازك التي تعرضت للطقس العميق، والتي سقطت على الأرض في الماضي البعيد، وتم حفظها في رواسب رسوبية بشكل جيد بما يكفي للتعرف عليها من خلال الدراسات المعدنية والجيوكيميائية. أنتج أحد محاجر الحجر الجيري في السويد بشكل غير طبيعي عددًا كبيرًا (أكثر من مائة) من النيازك الأحفورية من أوردوفيشي، ومعظمها تقريبًا عبارة عن L- كوندريت التي تعرضت للتجوية والتي لا تزال تشبه النيزك الأصلي تحت المجهر الصخري، ولكن تم استبدال مادتها الأصلية بالكامل تقريبًا بتمعدن ثانوي أرضي. تم إثبات الأصل خارج كوكب الأرض جزئيًا من خلال التحليل النظائري لحبيبات الإسبنيل المنقوشة، وهو معدن شائع في النيازك، وغير قابل للذوبان في الماء، وقادر على البقاء كيميائيًا دون تغيير في بيئة التجوية الأرضية. ويبدو أن أحد هذه النيازك الأحفورية الملقب بأوستربلانا 065 (Österplana 065)، يمثل نوعًا متميزًا من النيزك «المنقرض» بمعنى أنه لم يعد يسقط على الأرض، حيث تم بالفعل استنفاد الجسم الأصلي تمامًا من خزان الأجسام القريبة من الأرض.